# Podolestes orientalis
Podolestes orientalis är en trollsländeart som beskrevs av Selys 1862. Podolestes orientalis ingår i släktet Podolestes och familjen Megapodagrionidae. IUCN kategoriserar arten globalt som livskraftig. Inga underarter finns listade i Catalogue of Life.